# Nombres teofóricos en la Biblia
La teoforia se refiere a la práctica de emplear el nombre de un dios o una deidad en, usualmente, un nombre propio. Mucha teoforia hebrea ocurre en la Biblia, particularmente en el Antiguo Testamento. La teoforia más prominente incluye:
- nombres referidos a El, una palabra que significa fuerza, poder y dios en general, y por lo tanto Dios en el judaísmo, y entre los cananitas es el nombre semítico del dios El, que era el padre de Baal, Yam y de otros dioses. Elohim o HaElohim (אֱלהִים) es una palabra hebrea utilizada en la literatura judía que significa ‘dioses’, siendo el plural de El (אֵל) o Elohá (אֱלהַּ), que se traducen como "Dios".
- nombres referidos a Yah, una forma abreviada de Yahveh.
- nombres referidos a deidades levantinas (especialmente el dios de la tormenta, Hadad) por el epíteto Baal, significando señor. En otras ocasiones posteriores, como el conflicto entre Yahwismo y el incremento intenso de las prácticas populares paganas, esos nombres se censuraron y Baal se reemplazó con Bosheth, que significa vergonzoso.

## Teoforia de Shaddai
Las siguientes es una lista alfabética de nombres que se refieren a Shaddai y sus significados en hebreo:
Zurishaddai – Shaddai es mi roca

## Teoforía con Yahveh
La siguiente es una lista alfabética de nombres referidos a Yahveh. Las formas cortas Yah (יה) o Yahv (יהו), son muy comunes. Yahv (יהו) se ha estandarizado como Yeho/Jeho en prefijo y como Yahu/Jahu en sufijo. La forma completa Yhvh (יהוה) nunca aparece, ni dentro ni fuera de la Biblia.
Existe la teoría que la forma muy corta Ye/Je (י) y el prefijo Yeho/Jeho (יהו) contraído en  Yo/Jo (יו) sea un intento de no pronunciar el Nombre Divino. 

### Teoforía y sus significados
Abías – Yahvé es mi padre
Adaya– Ornamento de Yahvé
Adalia – Yahvé es justo
Adonías – Mi señor es Yahvé
Ahaziah – Visión de Yahvé
Ahíya – Hermano de Yahvé
Amarías – Yahvé dice; Integridad de Yahvé
Amasías – La fuerza de Yahvé
Ananías – Protegido por Yahvé
Atalía – Yahvé es exaltado
Azarías – Yahvé ha ayudado
Batyah – La hija de Yahvé
Bealías – Yahvé es dueño
Dodavahu/Dodias – Amado de Yahvé
Hananías – Yahvé es gracioso
Gedaliah – Yahvé es grande
Ezequías – Yahvé ha fortalecido
Hodiah – El esplendor de Yahvé
Hodaviah – Den gracias a Yahvé
Isaías – Salvación de Yahvé
Isshiah – Yahvé existe
Joaquín – Yahvé ha establecido firmemente
Jedayá – Yahvé conoce
Jedidiah – Amado de Yahvé
Jehoiaquín – Yahvé está firmemente establecido
Jehoiadá – Yahvé conoce
Jehosafat – Yahvé es juez
Jehoseba – Yahvé es mi juramento
Jehozadaq – Justo es Yahvé
Jekamiah – Yahvé levanta
Jeremías – Yahvé exalta
Jeshaiah – Salvación de Yahvé
Jesé – Yahvé existe
Joab – Yahvé es padre
Jochebed – Yahvé es gloria
Joel – Yahvé es Él/Dios
Juan – Yahvé es gracioso
Jonathan – Regalo de Yahvé
Josefo – Yahvé ha aumentado
Josías – Apoyado por Yahvé
Malaquías – Yahvé es rey
Micaiah – Quien es como Yahvé
Matityahu – Regalo de Yahvé
Neariah – Sirviente de Yahvé
Nedabiah – Yahvé impulsa
Nehemías – Yahvé comforta
Netanías – Regalo de Yahvé
Netanyahu – Regalo de Yahvé
Abdías – Sirviente o adorador de Yahvé
Odelia – Gracias a Yahvé
Pedaya – Redención de Yahvé
Pelatiah – Yahvé ha deliverado
Pelaiah – Yahvé ha distinguido
Pelaliah – Yahvé ha juzgado
Pecajías – Yahvé ha observado
Reaiah – Yahvé ha visto
Rephaiah – Yahvé ha sanado
Seraya – Sirviente/príncipe de Yahvé
Shecanías – Uno ha intimado con Yahvé
Shephatiah – Juzgado por Yahvé
Tobías – Dios de Yahvé o Yahvé es Good
Urías – Mi luz es Yahvé
Ozías – Yahvé es mi fortaleza
Yehoshua (Josué, Jesús) – Yahvé salva, Yahvé es Salvador, Yahvé es mi Salvación
Zebadiah, Zabdi – Regalo de Yahvé
Sedequías – Justicia de o Justo es Yahvé
Sofonías – Yahvé oculta o protege
Zacarías – Yahvé recuerda
Zrahia
-*Entre los habitantes del Reino de Judá fue más común el prefijo Yahu (יהו), mientras que entre los habitantes del Reino de Israel fue más común el prefijo Yo (יו). Este detalle es utilizado a veces por los investigadores para caracterizar el origen de una persona de ese período, ya sea de Judá o de Israel.

## Teoforía con Ēl
Ēl es la máxima autoridad del pateón cananeo, es el Padre de todos los dioses y es común juntarle una esposa llamada Astarot apodada la Madre de todos los dioses. 
Ēl entra en la esfera de la revelación con el epíteto Shaddai, que es peculiar de la religión patriarcal.

Me revelé a Abraham, a Isaac y a Jacob como El Shaddai, pero no me conocían por mi nombre Yahveh.
Éxodo 6:3

Debido a esto, es común encontrar nombres teofóricos con Ēl en la Biblia, ya sean de israelitas o extranjeros.